# Orthocladius tamanitidus
Orthocladius tamanitidus är en tvåvingeart som beskrevs av Sasa 1981. Orthocladius tamanitidus ingår i släktet Orthocladius och familjen fjädermyggor. Inga underarter finns listade i Catalogue of Life.